# Mesochorus pumilus
Mesochorus pumilus är en stekelart som beskrevs av Dasch 1974. Mesochorus pumilus ingår i släktet Mesochorus och familjen brokparasitsteklar. Inga underarter finns listade i Catalogue of Life.